# Supernova tipo II

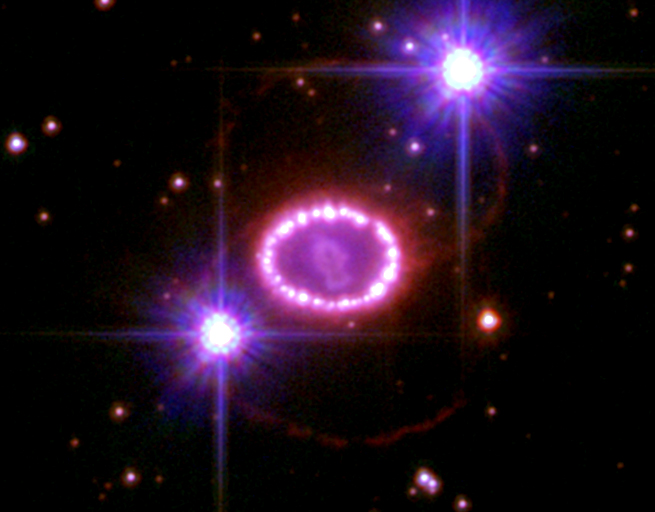
O sistema remanescente em expansão da supernova de 1987, uma supernova tipo II-P, na grande Nuvem de Magalhães. Crédito: NASA

Uma supernova tipo II é uma categoria de estrelas variáveis cataclísmicas conhecidas como supernovas de colapso do núcleo, que resultam de um colapso gravitacional e de uma violenta explosão de uma estrela massiva. A presença de hidrogênio, identificado através de seu espectro eletromagnético, é o que distingue supernovas tipo II de outras classes de supernova. Uma estrela deve ter pelo menos dez massas solares para que sofra este tipo de colapso.
Estrelas massivas geram energia através da fusão nuclear de elementos químicos. Diferentemente do Sol, essas estrelas possuem massa suficiente para efetuar a fusão nuclear de elementos com massa atômica superior à massa atômica do hidrogênio e do hélio. Com o passar do tempo, átomos de massa superior são formados no núcleo da estrela, até que finalmente um núcleo composto por ferro é produzido. Entretanto, a fusão nuclear do ferro não provê energia para a sustentação da estrela, e o núcleo torna-se, então, uma massa inerte que é suportado apenas por pressão degenerada de elétrons. Esta pressão é criada quando já não há mais espaço para os elétrons se comprimirem, sendo que uma pressão maior requeria que os elétrons ocupassem o mesmo estado de energia, uma condição não suportada para este tipo de partícula devido ao princípio de exclusão de Pauli.
Quando a massa do núcleo de ferro excede a 1,38 massas solares (limite de Chandrasekhar), segue-se uma implosão. O núcleo em processo de encolhimento rapidamente se aquece, causando uma rápida reação nuclear que resulta na formação de nêutrons e neutrinos através do processo de decaimento beta inversa. O colapso é interrompido pela degeneração de nêutrons, causando transformação da implosão para uma explosão. A energia da onda de choque em expansão é suficiente para retirar o material em torno do núcleo da estrela, formando uma explosão de supernova.
Existem várias categorias de explosões de supernovas Tipo II, que são classificadas com base na curva de luz resultante, um gráfico de luminosidade contra o tempo após a explosão. Supernovas tipo II mostram um declínio constante da curva de luz após a explosão, enquanto supernovas tipo II-P mostram um período de declínio mais lento na sua curva de luz seguida de uma queda normal. As supernovas tipo Ib e Ic são um tipo de supernova de colapso de núcleo de uma estrela massiva que expulsou seu invólucro externo de hidrogênio (e de hélio para supernovas tipo Ic). Como resultado, não se encontram esses elementos nessas supernovas, embora as tivessem.